# Mateu Amorós
Mateu Amorós Sancho (Artà, Mallorca, 13 d'agost de 1892 - Newark, Arkansas, 28 de desembre de 1945) fou compositor, organista i sacerdot franciscà mallorquí, conegut pel col·lectiu hispano-catòlic com el "Padre Portugués". Destacà per les seves contribucions musicals, especialment en l'àmbit litúrgic, i per la seva tasca pastoral als Estats Units.

## Biografia
Amorós nasqué en el si d'una família reconeguda d'Artà, dedicada al comerç d'ametlles, la forneria i la construcció. Malgrat l'entorn familiar, Amorós ingressà en un convent franciscà al mateix poble. Allà, començà a desenvolupar el seu interès per la música sacra i el cant gregorià, el qual promocionà mitjançant diverses audicions arreu de Mallorca.
Fou ordenat sacerdot el 25 d'abril de 1916 a Llucmajor i exercí inicialment al seu poble natal, on combinà els seus deures com a capellà amb l'estudi i la creació musical. Gràcies a la seva tasca compositiva, la Superioritat Franciscana decidí enviar-lo als Estats Units, on treballà com a professor de música a la Universitat de Loreto (Pennsilvània) i com a organista i director del cor de la Catedral d'Altoona. A partir de 1928, fou destinat a la parròquia de San José de Newark (Arkansas), on romangué fins a la seva mort el 1945.
Durant aquest últim període a Newark, amb motiu de les seves noces de fidelitat sacerdotal, se li obsequià un orgue que, per desig propi, es traslladà a Artà com a testimoni de la seva vinculació amb la terra natal. La seva dedicació fou reconeguda a Newark amb una làpida de bronze amb la inscripció: "En memòria del muy amado P. Mateo Amorós Sancho, TOR [Tercer Ordre Regular], Victario Coadjuntor de esta iglesia. 1929-1945".

## Obra
Amorós fou autor d'una remarcable producció musical, principalment enfocada en el repertori litúrgic. Entre les seves composicions, destacà l'atenció al cant coral, reflectida en la seva col·lecció de Parenostres per a cor (1907-1908), escrita durant la seva joventut.
Durant la seva estada a Mallorca, també escriví peces com la Missa Seràfica a 4 veus i els Goigs a la Mare de Déu de Cura, en les quals combinà l'expressivitat vocal amb les estructures formals més tradicionals de la música sacra. Aquestes obres, juntament amb la seva tasca pastoral, pedagògica i interpretativa, reflectiren el seu compromís amb la música eclesiàstica i el seu interès per difondre el repertori franciscà.